# Vincenzo Riccati

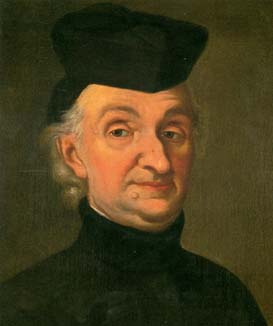
Vincenzo Riccati

Vincenzo Riccati (* 11. Januar 1707 in Castelfranco Veneto, Republik Venedig; † 17. Januar 1775 in Treviso) war ein Mathematiker aus dem nördlichen Italien.

## Leben
Er war der zweite Sohn von Jacopo Riccati (1676–1754). Riccati führte unter anderem dessen Untersuchungen von Differentialgleichungen fort und arbeitete an al-Haithams Problem. Er lehrte an der Jesuitenschule in Bologna.
1760 wurde er Ehrenmitglied der Russischen Akademie der Wissenschaften in Sankt Petersburg.